# نمایشنامه‌نویسان ایران: از آخوندزاده تا بیضایی
نمایشنامه‌نویسان ایران: از آخوندزاده تا بیضایی کتابی است از منصور خلج مشتمل بر یک مقدّمه و بیست‌ویک فصل راجع به بیست‌ویک نمایشنامه‌نویسِ ایرانیِ عمدتاً فارسی‌زبان از دورهٔ ناصرالدّین شاهِ قاجار تا پهلویِ دوّم.
این کتاب، پس‌از نخستین چاپ در زمستانِ ۱۳۸۱، دیگر در ایران پروانهٔ نشر نگرفت. به گفتهٔ نویسنده، سانسورچیان به فصل‌های مربوط به بیژن مفید و غلامحسین ساعدی نکته‌هایی گرفته و اجازهٔ چاپِ مجدّد را مشروط به حذفِ برخی مطالب کرده‌اند. این کتاب مجلّداتِ دیگری هم دارد که به انتشار نرسیده است.
نویسنده کتاب را به بهرام بیضایی و اکبر رادی تقدیم کرده است.

## نقد و نظر
هومن نجفیان انتقادِ مفصّلی بر این کتاب نوشته و از نامِ کتاب تا بسیاری از مطالبش را در دو شمارهٔ پیاپیِ مجلّهٔ صحنه زیرِ سؤال برد. ولی سوری احمدلو به امتیازاتِ کتاب پرداخت، از جمله این که «نویسنده از اندیشه‌های جدیدی که بر کار نمایشنامه‌نویسان معاصر ایران تأثیرگذار بوده غافل نمانده است.»